# Stokesosaurus
Stokesosaurus is een geslacht van vleesetende theropode dinosauriërs, behorend tot de groep van de Coelurosauria, dat tijdens het late Jura leefde in het gebied van het huidige Noord-Amerika.
In 1974 werd de typesoort benoemd: Stokesosaurus clevelandi. In 2008 werd een tweede soort benoemd: Stokesosaurus langhami maar dat werd in 2012 het aparte geslacht Juratyrant.

## Vondst en naamgeving
In het oosten van Utah, in Emery County, bevindt zich een van de rijkste dinosauriërvindplaatsen ter wereld, de Cleveland-Lloyd Quarry, genoemd naar de nabijgelegen stad Cleveland en Malcomb Lloyd die rond 1940 het onderzoek financierde. De vindplaats heeft als eigenaardigheid dat er geen volledige skeletten in aanwezig zijn maar alleen losse botten, waarvan er al zo'n twaalfduizend zijn opgegraven. Het merendeel daarvan behoort aan de theropode Allosaurus. In 1960 begon professor William Lee Stokes van de University of Utah aan een ambitieus project om de groeve zo veel mogelijk leeg te graven teneinde zo alle skeletelementen van Allosaurus te identificeren. Zijn assistent in deze onderneming was James Henry Madsen jr. die al snel het merendeel van de feitelijke werkzaamheden voor zijn rekening nam. Begin jaren zeventig begon Madsen het materiaal te ordenen. Daarbij viel het hem op dat sommige botten niet aan Allosaurus toegewezen konden worden en nog onbekende theropoden vertegenwoordigden.
In 1974 benoemde Madsen de typesoort Stokesosaurus clevelandi. De geslachtsnaam eert Stokes. De soortaanduiding verwijst naar de stad Cleveland.

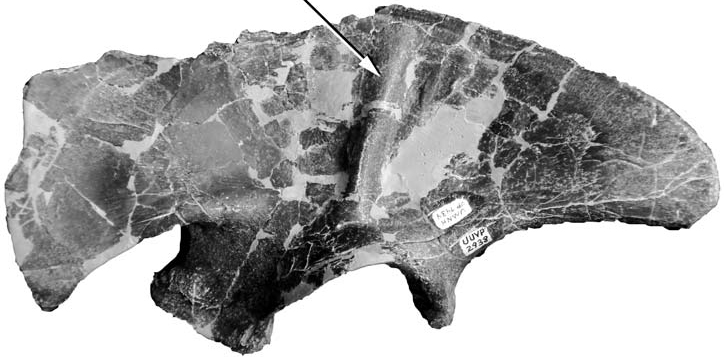
UUVP 2938

Het holotype, UUVP 2938, is gevonden in de Brushy Basin Member, een afzetting van de Morrisonformatie die dateert uit het vroege Tithonien en ongeveer 149 miljoen jaar oud is. Het bestaat uit een linkerdarmbeen van een jong individu.
Madsen wees ook een paratype aan, specimen UUVP 2320, een anderhalf keer langer rechterdarmbeen. Daarnaast wees hij in 1974 een rechterpraemaxilla toe, specimen UUVP 2999. Dit werd echter in 2005 toegewezen aan Tanycolagreus; er is ook geopperd dat het van een onbepaald lid van de Neoceratosauria zou zijn. Omdat van Tanycolagreus het darmbeen niet bekend is, bestaat de mogelijkheid dat dit taxon een jonger synoniem is van Stokesosaurus.
In 1976 stelde Peter Malcolm Galton dat Stokesosaurus clevelandi een soort zou zou zijn van Iliosuchus: Iliosuchus clevelandi maar de overeenkomsten bleken later niet specifiek genoeg.
In 1991 wees Brook Britt zitbeenderen (UUVP 2938) en staartwervels (BYUVP 5073, BYUVP 8908) aan Stokesosaurus toe; in 1996 volgde een toewijzing door Madsen en Daniel Chure van een vorkbeen (UUVP 11689) en in 1998 onder voorbehoud van een hersenpan (UUVP 2455). In 2000 meldden John Foster en Chure een klein darmbeen van twaalf centimeter lengte uit de Wonderland-vindplaats, dat echter zoekraakte. Dit werd als een mogelijke stokesosaurus beschreven maar had een afwijkende vorm. In 2008 stelde Roger Benson dat, daar er geen met het holotype overlappend materiaal was, alle toewijzingen naar moderne maatstaven moeten worden afgewezen. Zelf benoemde hij dat jaar op basis van Brits materiaal een tweede soort van Stokesosaurus: Stokesosaurus langhami maar in 2012 maakte hij daar een apart geslacht van: Juratyrant. Het enige wat van Stokesosaurus bekend is, blijft zo het darmbeen.

## Beschrijving

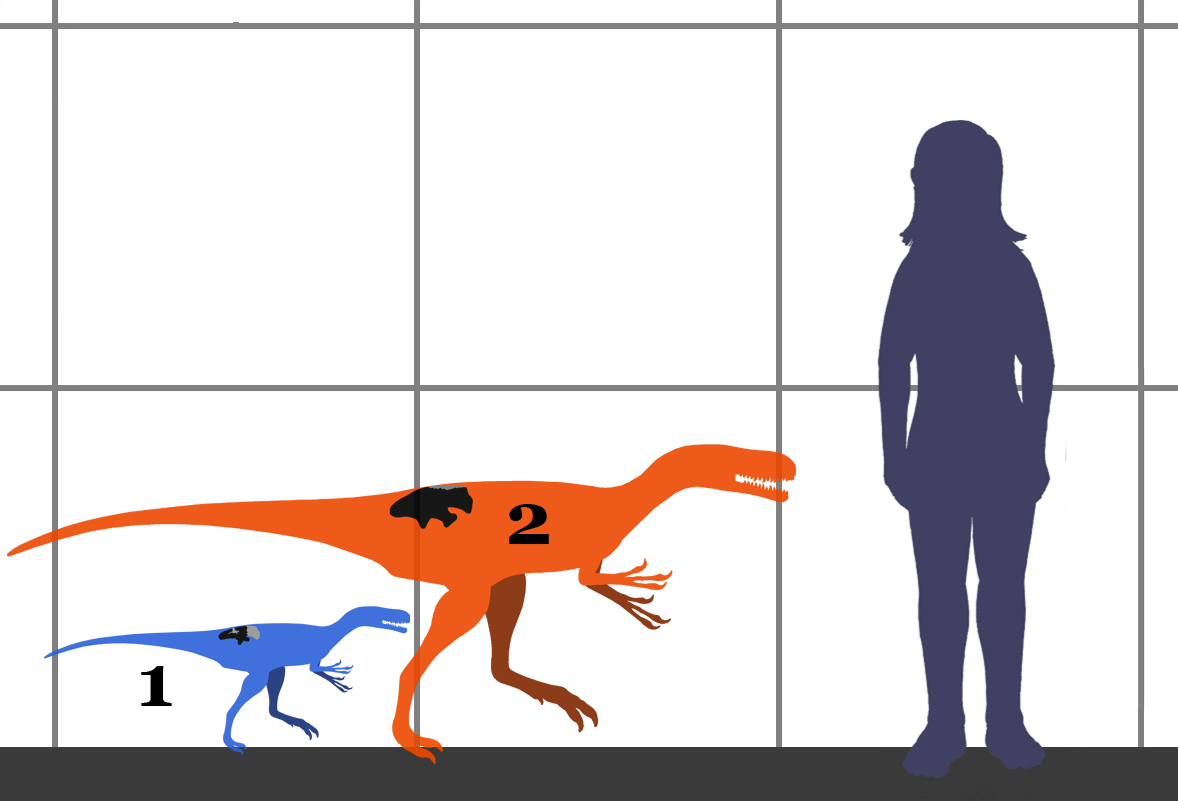
Het holotype van Stokesosaurus, in het oranje, vergeleken met de vorm uit Wonderland (blauw)

Het darmbeen dat het holotype vormt, is tweeëntwintig centimeter lang en vertegenwoordigt een jong dier met een lengte van ongeveer anderhalf à twee meter. In 2010 schatte Gregory S. Paul de lengte van het paratype op tweeënhalve meter, het gewicht op zestig kilogram. Madsen schatte in 1974 dat een volwassen exemplaar een lengte van vier meter zou hebben kunnen bereiken.

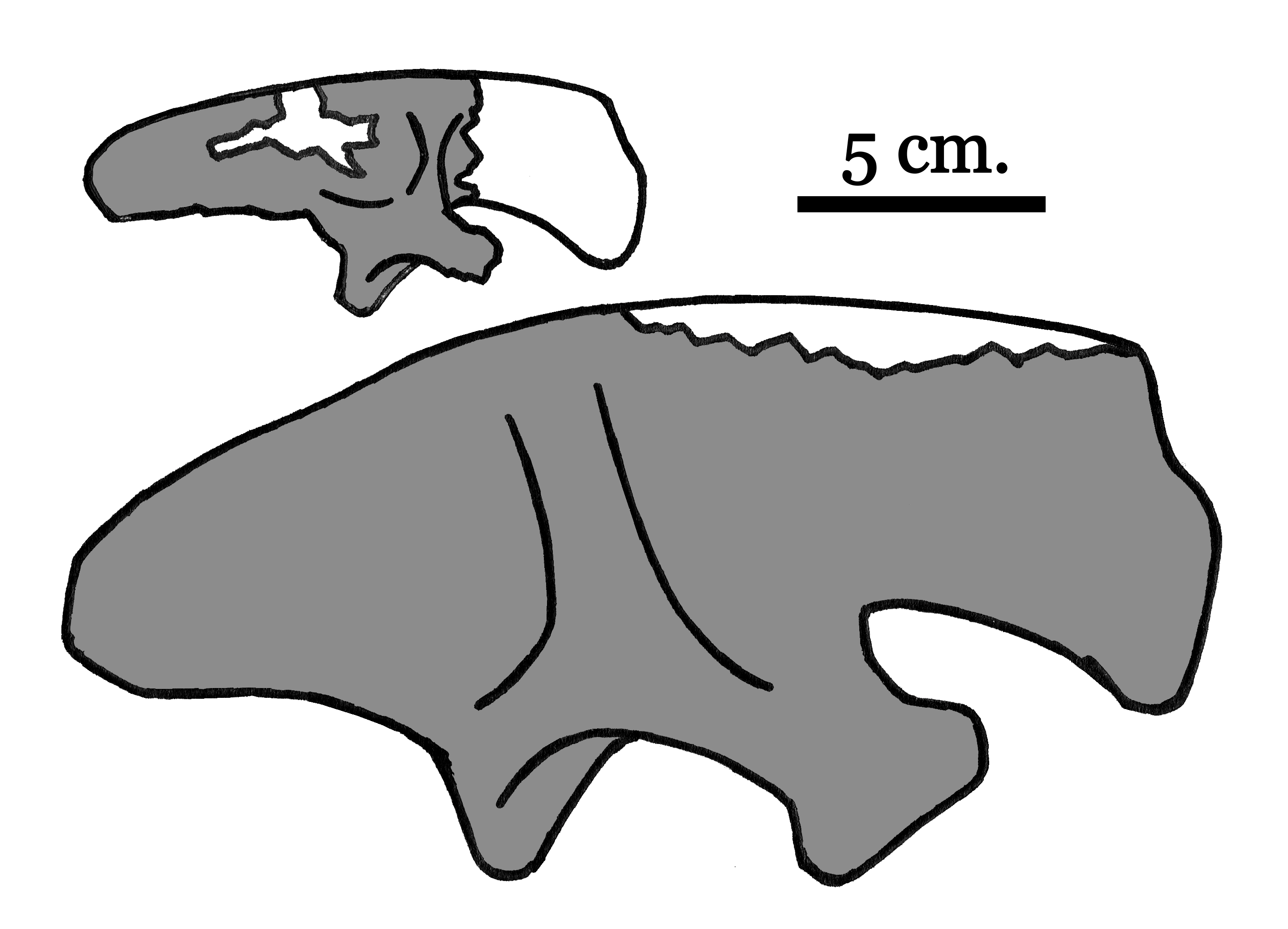
Onderaan het holotype van Stokesosaurus met de naar achteren hellende verticale richel; bovenaan het in 2000 toegewezen os ilium waarbij deze richel echter rechtop staat zodat het vermoedelijk om een ander taxon gaat

Benson wist in 2012 slechts één enkele unieke afgeleide eigenschap ofwel autapomorfie vast te stellen: het bezit van een verdikte onderrand van het aanhangsel voor het schaambeen die vooral gezwollen is aan de binnenzijde.
Een verder opvallend kenmerk, dat met Juratyrant gedeeld wordt, is dat de bij tyrannosauroïden gebruikelijke verticale richel op het buitenvlak, boven het heupgewricht, sterk naar achteren helt en helemaal doorloopt tot aan de bovenrand. Bij Stokesosaurus is de richel vrij breed; aan beide zijden ervan is het blad overdwars erg dun. Tegenover de richel is de binnenzijde van het blad sterk verruwd. Verder is het darmbeen relatief hoog met een bol bovenprofiel zodat het geheel de vorm krijgt van een halve ovaal. Het achterblad eindigt in een afgeronde punt; het voorblad is als geheel recht afgesneden maar heeft in de voorrand bovenaan een inkeping en onderaan een afhangende punt die slechts door een smalle inham gescheiden is van het aanhangsel voor het schaambeen.

## Fylogenie
Stokesosaurus werd in 1974 door Madsen in de Tyrannosauridae geplaatst. Moderne exacte kladistische analyses wijzen echter op een basale positie in de Tyrannosauroidea. Volgens een analyse van Benson uit 2012 was Stokesosaurus de zustersoort van een klade gevormd door Juratyrant en Eotyrannus.